# Мартін Тромп
Мартін Гарпертсон Тромп (нід. Maarten Harpertszoon Tromp, 23 квітня 1598, Брілле — 10 серпня 1653) — голландський адмірал.

## Біографія

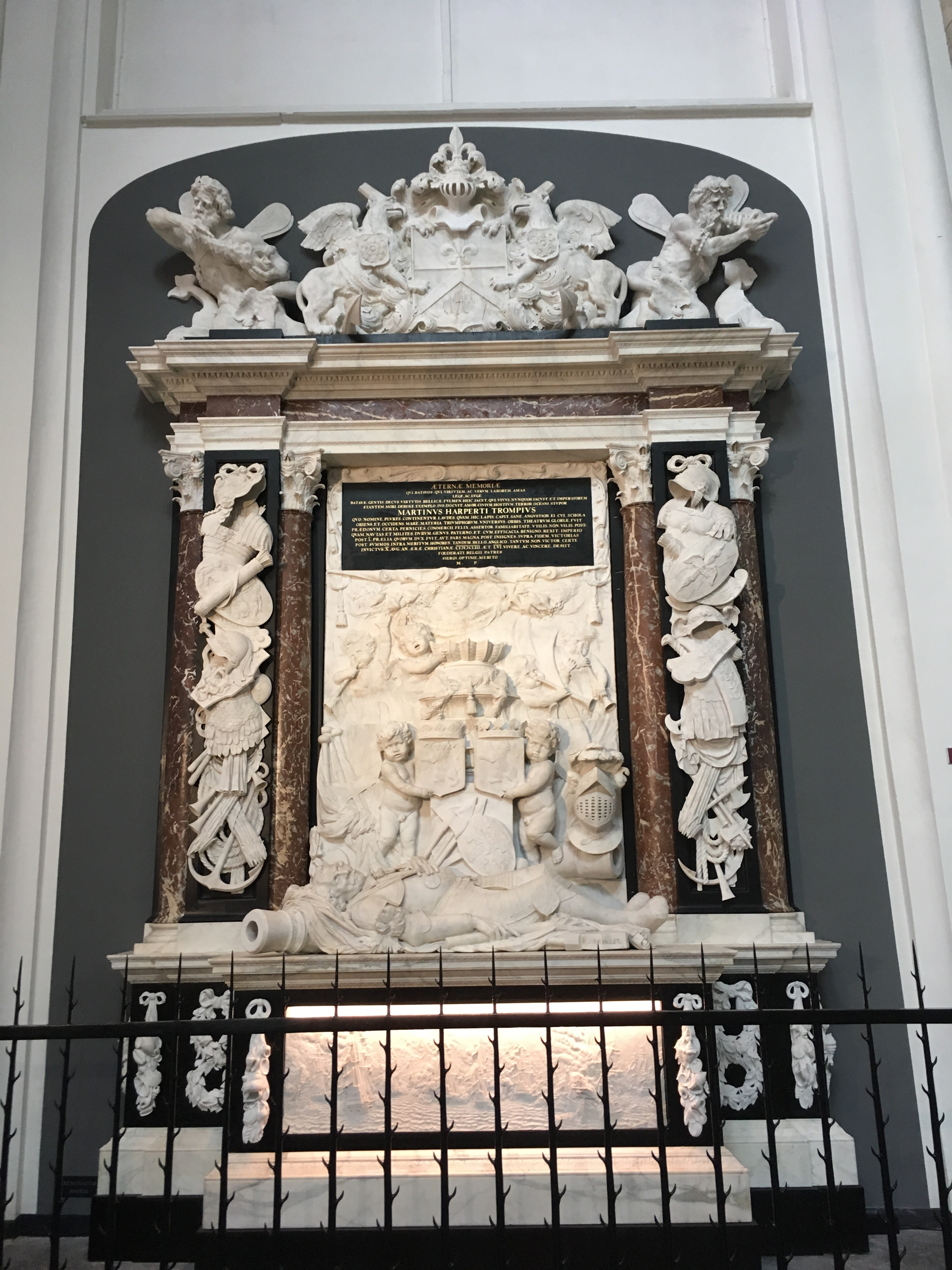
Меморіал Мартена Тромпа в Старій церкві в Делфті (Ауде керк)

Мартін Тромп Старший народився в сім'ї морського офіцера Гарперта Мартенсзона Тромпа, який відзначився в перемозі 1607 року над англійцями у Гібралтарі. У цій битві також брав участь і 9-річний Мартін Тромп, який пішов у плавання з батьком.
Після битви батько перейшов у торговий флот, син пішов за ним. У 1609 році їхній корабель був захоплений невеликим англійським капером біля берегів Гвінеї. Батько загинув, а Мартін служив два роки юнгою піратському капітану, потім потрапив у неволю до турків.
Втікши з полону, він у 1617 році поступив у флот, ставши штурманом, брав участь в успішній експедиції проти алжирських піратів. У 1619 році Мартін з комерційним флотом вирушив на Середземне море, але 1621 року знову потрапив в руки піратів. Звільнившись через рік, після повернення на батьківщину в 1622 році Мартін Тромп отримав звання лейтенанта голландського флоту, а 1624 року вже був призначений капітаном лінійного корабля.
19 червня 1629 року в бою біля Дюнкірхена (Дюнкерка) проти піратів з Остенде Тромп командував флагманським кораблем, починаючи від 1630 року очолював ескадру.
У 1634 році незадоволений службою моряк знову залишив флот, але 1636 року повернувся на службу і в 1638 році отримав звання адмірал-лейтенанта Голландії — на той час вищий пост у флоті штатгальтера (який сам був генерал-адміралом флоту республіки), ставши головнокомандувачем флоту.
У лютому 1639 року Мартін Тромп розбив флот дюнкеркських піратів.
Помер 10 серпня 1653 року від кулевої рани на початку фінальної битви Першої англо-голландської війни, що відбулася в акваторії поблизу села Терхейде, могила розташована у делфтській Старій церкві (Аудекерк).
Мав сина Корнеліса, теж відомого голландського адмірала.